# گروه آسوس
گروه آسوس (انگلیسی: ASOS Group) شرکت پوشاک بریتانیایی است، که در سال ۲۰۰۰ تأسیس شد.